# 아일랜드 공화국군 임시파
아일랜드 공화국군 임시파(아일랜드어: Óglaigh na hÉireann, 영어: Provisional Irish Republican Army, PIRA)은 1947년 조직된 아일랜드의 무장 테러 단체이다. 흔히 IRA라 함은 이 PIRA를 지칭하는 말이다. 이들은 아일랜드 공화국, 영국, 미국 등을 포함한 세계 여러 나라에서 무장 테러 단체로 인식되고 있다.
이들 스스로는 자신들이 아일랜드 독립전쟁 당시 영국 식민통지자들에 대항해 싸운 IRA의 후계자라 하지만 절대다수의 아일랜드인은 이 주장을 받아들이지 않는다. 이들은 북아일랜드에서의 영국군 철수와 북아일랜드와 아일랜드 공화국과의 통일 아일랜드 건설을 목표로 하고 있다. 이 단체는 OIRA와는 성향이 다른 과격파적 무장단체이다.
주 임무는 해외의 영국 공관 폭파, 영국 정치인, 영국에 협조하는 아일랜드인 암살 등이며, PIRA가 가장 많은 테러 활동을 벌인 곳은 영국의 통치를 받는 북아일랜드였으며, 영국을 비롯한 아일랜드 공화국, 독일연방공화국(옛 서독), 네덜란드 등에서도 테러 행위를 했다. 이들의 수뇌부는 초기 IRA 분열 당시 함께 분열하여, 좌파 성향을 띠게 된 신페인당에서 맡고 있다.
이들은 영국에 대한 테러 행위 외에 군자금, 무기 등을 모으기 위해 마약 밀매, 밀수품 거래, 돈세탁 등을 조직적으로 했으며, 아일랜드와 영국에 위치한 수많은 은행과 우체국 등을 상대로 강도 행각을 벌여 군자금을 확보했고, 민간인을 유괴해 돈을 강탈하기도 했다.
리비아를 비롯한 미국과 서구 세계에 적대적인 국가들이 이들의 가장 큰 후원자였다.
2005년 7월 28일, 신페인당과 영국과의 협상을 통해, PIRA는 무장해제를 선언한 상태이다.

## 창설

### 분열
IRA의 탄생은 1969년의 분열에서 시작되었다. 1919년 아일랜드 독립전쟁에서 싸운 IRA는 1922년부터는 다른 성격을 띠기 시작했다. 아일랜드 내전을 거치면서 IRA는 소수의 과격파 공화주의자들이 이끄는 단체가 되었다. 1922년부터 1969년 IRA의 분열까지의 IRA의 목표는 PIRA와 똑같은 북아일랜드의 해방이었다. 이들은 아일랜드 공화국의 북아일랜드의 접경 지역에서 게릴라 활동을 벌였다.
IRA는 1969년 12월 특별군사회의에서 단원들의 성향에 따라 두 가지로 분열되었다. 이들은 기권주의(abstentionism, 아일랜드 공화국 의회에 참여할 것인가, 안할 것인가의 문제)를 놓고 서로 대립하였다. 결국 온건 성향의 단원과 과격 성향의 단원은 합의점을 찾지 못하고 OIRA와 PIRA로 갈라섰다. 이때 신페인당 또한 좌파와 우파로 나뉘었다. 온건파인 OIRA에는 주로 마르크스주의를 신봉하는 단원들이 참여했다.
OIRA는 개신교 신자(북아일랜드 개신교 신자는 대부분 17세기에 이민온 장로교 신자들의 후손들이다. 이들의 조상들은 북아일랜드사회의 기득권을 차지하고, 가톨릭교도들을 탄압했기 때문에, 당연히 가톨릭교도들은 개신교 신자들에게 적개심을 가지고 있다.)에 대한 종파 폭력을 비롯한 PIRA의 폭력 행위에 관여하지 않기로 결정하였으며, 1950년대의 국경 운동의 실패를 상기할 것을 PIRA에 요청했다. 그들은 사회주의를 신봉하는 좌파 성향이었으므로 주로 노동자 계급에 대한 정치적 지원을 어떠한 차별없이 아낌없이 지원했다. OIRA는 처음에는 폭력 행위를 하지 않았으나 곧 방어적 행동을 표방한 폭력 행위를 실천에 옮겼다. 그러나 그것은 PIRA의 폭탄 테러와 같은 과격한 성향을 띠진 않았다. OIRA는 1973년에 폭력행위 중단을 선언했다.

### PIRA의 창설
1969년, OIRA가 다른 길을 걷게 된 PIRA는 그들만의 방식대로 투쟁을 시작하기로 결정했다.
IRA의 초대 단장인 Seán Mac Stiofáin과 급진주의적 신페인당의 초대 당수인 Ruairí Ó Brádaigh, 그리고 Dáithí Ó Conaill와 Joe Cahill이 초기 IRA를 지도하였다. 이들은 IRA의 조직적 구조를 확립시켰고 체제를 새롭게 정비했다.
IRA 잠정파는 1969년 이전의 IRA가 고수하던 방식의 대다수를 이어받았다. 이들은 영국의 북아일랜드 통치와 아일랜드 공화국을 부정하였다. 대신 그들은 IRA 군사 평의회를 아일랜드의 합법적인 정부라고 믿었다. 이러한 믿음은 아일랜드 제2대 의회의 정치적 영향에서 비롯된 것이었다. IRA가 고수하던 옛 방식과 정책들은 1986년에 대부분 폐기되었다. 그러나 신페인당은 여전히 영국 의회에 참석하는 것을 거부했다.
북아일랜드에서의 폭력 행위가 증가하자 IRA 공식파와 IRA 잠정파 모두 그들의 목표를 달성하기 위해 무력을 사용했다. 그러나 IRA 공식파는 자신들의 폭력행위를 순수히 방어 행위라 칭했다. 처음에는 IRA 공식파가 IRA 잠정파보다 더 큰 지지를 받았으나, 곧 IRA 잠정파의 투쟁 방식에 매료한 많은 공화주의자들이 IRA 잠정파를 지지함에 따라 IRA 공식파의 세력은 약해져 갔다. 특히 1972년에 IRA 공식파는 무기한 정전을 선언했으나, 이로 인해 대다수의 공화주의자들이 IRA 잠정파의 편으로 돌아서게 되었다.
IRA 잠정파는 북아일랜드와 아일랜드 공화국 전역에 퍼져나갔고 세력은 나날이 커져갔다. IRA는 북아일랜드에서 수많은 젊은 민족주의자들을 IRA에 가입시켰다. 이들은 "식스티 나이너스"(Sixty niners, 1969년에 가입했다는 의미)로 불린다.
IRA와 같은 시기에 분열된 신페인당은 IRA의 정치적 세력이었으나 IRA 잠정파 창설 초창기에는 그리 큰 활동을 펼치진 않았다.

## 무장 해제 선언
PIRA는 무장해제위원회(Decommingsioning Commission)에 의해 2005년 10월 무장투쟁을 포기했음을 확인받았으며, 우익 민주연합당(DUP)를 제외한 정당들도 이를 인정했다. 단, DUP에서는 증거가 없다며 무장투쟁포기사실을 인정하지 않았는데, 이는 DUP가 PIRA를 통해서 존재할 수 있기 때문이다. 그 실례로 북아일랜드의 수도 벨파스트에서 발행하는 일간지에선 PIRA 지도자 오닐이 무장투쟁을 포기하자, 민주연합당 지도자 이언 페이즐리(Ian Paisley)가 "가지마! 난 네가 필요해!"라고 말하는 내용의 풍자만화를 실었다.

## IRA에 의해 살해된 사람들
- 리처드 사이크스
- 앤서니 베리
- 제리 맥케이브
- 제1대 마운트배튼오브버마 백작 루이 마운트배튼

## 같이 보기
- 신페인당